# Königswinter
Königswinter település Németországban, azon belül Észak-Rajna-Vesztfália tartományban. Lakosainak száma 41 642 fő (2023. december 31.).

## Népesség
A település népességének változása:
| Lakosok száma | 34 586 | 43 422 | 41 711 | 41 629 | 41 740 | 41 050 | 41 243 | 41 243 | 41 495 | 41 642 |
|               | 1975   | 2004   | 2013   | 2014   | 2015   | 2017   | 2018   | 2019   | 2022   | 2023   |